# ميشيل ضاهر
ميشيل جورج ضاهر (بالإنجليزية: Michel Daher)‏ (7 مارس 1961 -) رجل أعمال لبناني معروف بكونه مؤسس «ماستر أند بوبينس» تحت مظلة شركته «ضاهر فودز»، وهما من أكبر شركات توزيع السلع الاستهلاكية في منطقة الشرق الأوسط وشمال إفريقيا. شارك ضاهر في تأسيس شركة ضاهر للأغذية في عام 1992 في قرية فرزل بلبنان وشغل منصب الرئيس التنفيذي ورئيس مجلس الإدارة منذ ذلك الحين. 
يعمل ضاهر أيضًا كعضو في مجلس إدارة جمعية الصناعيين اللبنانيين، وهو عضو في اللجنة التنفيذية للمجلس الأعلى للكنيسة الكاثوليكية في لبنان. 
عُرف بظهوره جمباً الى جمب مع رجل الأعمال محمد عقل والذي أصبح زوجاً لابنته الكبرى بعد عامين من ظهورهما الأول .

## ضاهر كابيتال
أسس ضاهر شركة ضاهر كابيتال، وهو مكتب استثمار عائلي يقع في بيروت بلبنان. وفي عام 2007 أصبح شريكًا وعضوًا في مجلس إدارة شركة «إف إكس سي إم» (بالإنجليزية: FXCM)‏، وهي شركة تعمل في تداول العملات عبر الإنترنت، ودخلت الشركة في بورصة نيويورك في ديسمبر 2010،  وهي العملية التي لعب فيها ضاهر دورًا مهمًا فيها. وفي عام 2013 باع ضاهر أسهمه في شركة FXCM واستثمرها في الشركة المنافسة لها «جين كابيتال» (بالإنجليزية: Gain Capital)‏. وفي عام 2013 اشترى ضاهر حصة في أكبر شرك منتجة للدواجن في الولايات المتحدة "بيلغريمس بريد (بالإنجليزية: Pilgrim's Pride)‏"، وأصبح ثاني أكبر مساهم في الشركة. وفي عام 2013 بلغت عائدات «بيلغريمس بريد» 9 مليار دولار.
تنشط ضاهر كابيتال في الاستثمار في المشاريع الكبيرة، حيث استثمرت في شركة ميكير ستوديوز قبل بيعها إلى شركة والت ديزني بمبلغ حوالي مليار دولار،  واستثمرت في Bonds.com قبل بيعها في سوق لندن للأوراق المالية،  واسثمرت في شركة بورستلي قبل بيعها لشركة آبل. وقد طرحت الشركات التي اسثمر بها ضاهر أسهمها للجمهور مثل شركات: ترو كار   واستونجيت مورتغاج.

## وصلات خارجية
- ضاهر كابيتال
- ضاهر للأغذية
- مقابلة مع ميشيل ضاهر
- Michel Daher sonne la cloche d’ouverture de la Bourse de New York